# Bergen (Holanda Septentrional)
Bergen  es una localidad y un municipio de la provincia de Holanda Septentrional, en los Países Bajos. Cuenta con una superficie de 119,46 km², de los que 22,36 km² corresponden a la superficie ocupada por el agua. El 1 de enero de 2014 tenía una población de 30.333 habitantes, lo que supone una densidad de 312 h/km².
Se trata de un destino turístico sobre todo de alemanes al disponer de playas en el Mar del Norte. En 2001 se amplió el municipio con las poblaciones de Egmond y Schoorl.

## Núcleos de población
El municipio incluye las siguientes poblaciones: Bergen, Aagtdorp, Bergen aan Zee, Bregtdorp, Camperduin, Catrijp, Egmond aan den Hoef, Egmond aan Zee, Egmond-Binnen, Groet, Hargen, Rinnegom, Schoorl, Schoorldam (de modo parcial) y Wimmenum.

## Lugares de interés
Desde 1900 ha acogido grupos de artistas: pintores, escritores y arquitectos, y en el Museo de Kranenburgh se puede contemplar una muestra significativa de la llamada Escuela de Bergen, que alcanzó su mayor esplendor entre 1915 y 1925. La zona residencial del parque Park Meerwijk se construyó entre 1915 y 1918 con un estilo propio de la Escuela de Ámsterdam. De modo regular se producen actividades culturales de tipo artístico como un festival de música de jazz en agosto (Holland Music Sessions) y un festival artístico (Kunst10daagse) en octubre.
Al norte de la población se encuentra un espacio natural de las dunas de Schoorl (Schoorlse Duinen) que posee las dunas más altas de los Países Bajos, llegando a alcanzarse una altura de 59 metros. También son las más extensas del país llegando a alcanzar una anchura de cinco kilómetros en algunas zonas. En el centro se encuentra un pozo llamado De Kerf con agua salada y que procede de una excavación realizada en 1997, por lo que cuando la marea es alta se puede ver subir el nivel del agua.
Otros sitios de interés son el acuario de Bergen aan Zee, el museo de coches Auto Union que tiene una colección de coches clásicos y los museos históricos de Het Sterkenhuis en Bergen y el Museo van Egmond en Egmond aan Zee. También es la sede de la Escuela Europea de Bergen.

## Historia
Las primeras menciones aparecen en torno al siglo X. Se trataba de una aldea que rodeaba a una iglesia situada en el lugar que ahora ocupa la actual iglesia llamada Ruïnekerk construida en el siglo XV. Esta iglesia fue saqueada durante la Guerra de los Ochenta Años y parcialmente reconstruida después.
En 1799, en el curso de las Guerras Napoleónicas, un ejército expedicionario ruso-británico de la Segunda Coalición invadió el norte de Holanda. El día 19 de septiembre se produjo la batalla de Bergen al enfrentarse a las tropas francesas y de la República Bátava que resultaron vencedoras. En 1902 se conmemoró esta batalla con el monumento llamado Russisch ("ruso").

## Galería de imágenes

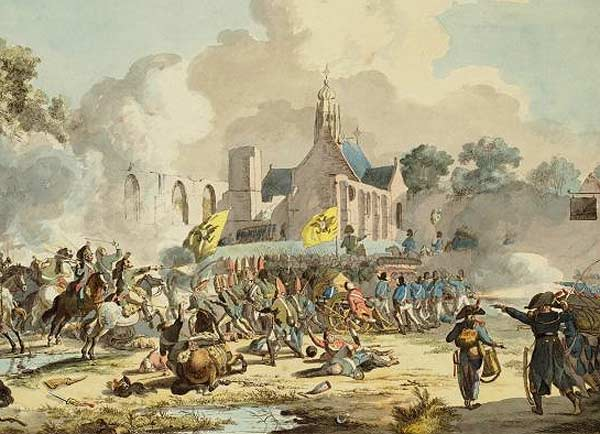
La batalla de Bergen según una litografía del siglo XIX. Al fondo puede verse la Ruïnekerk
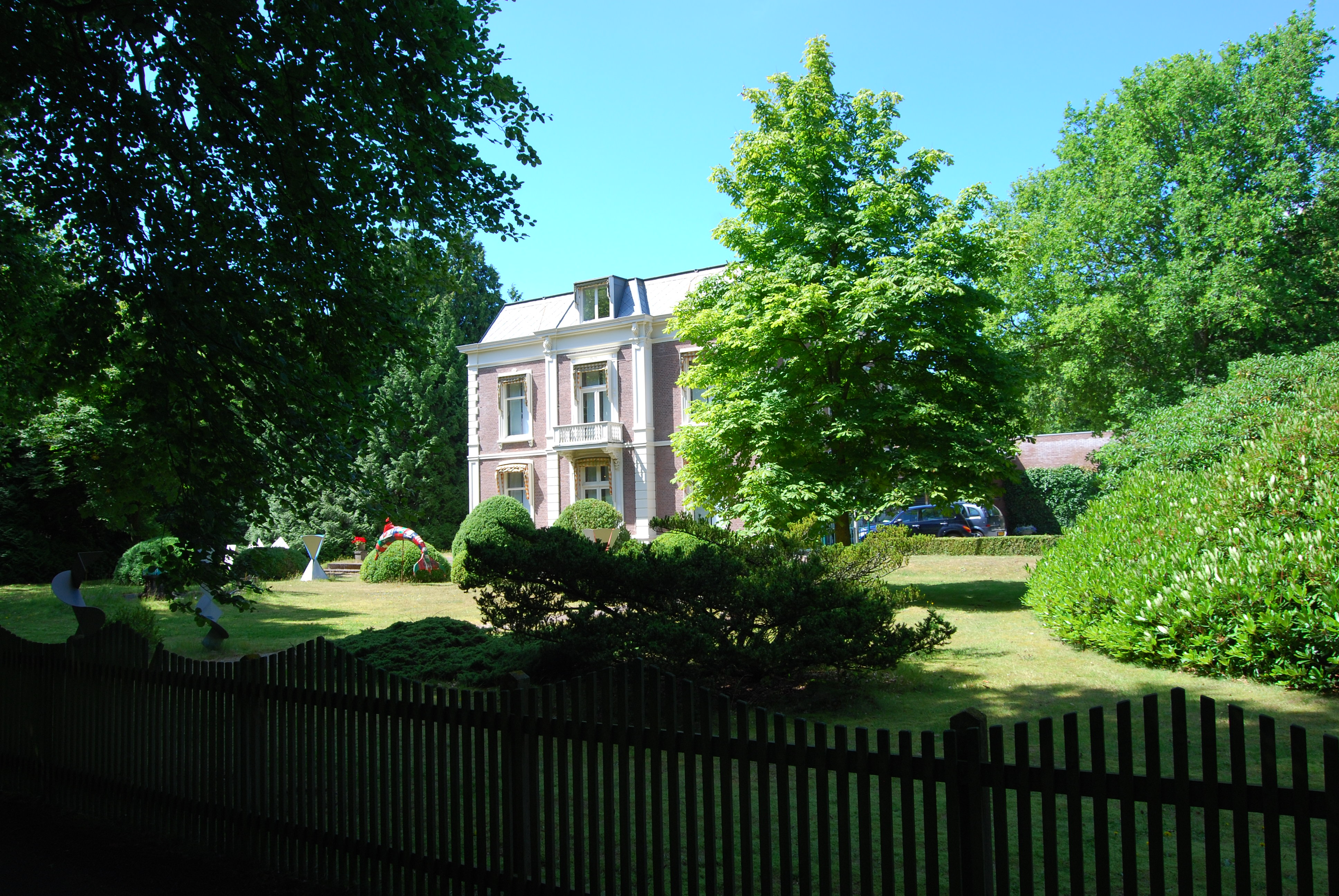
Museo Kranenburgh
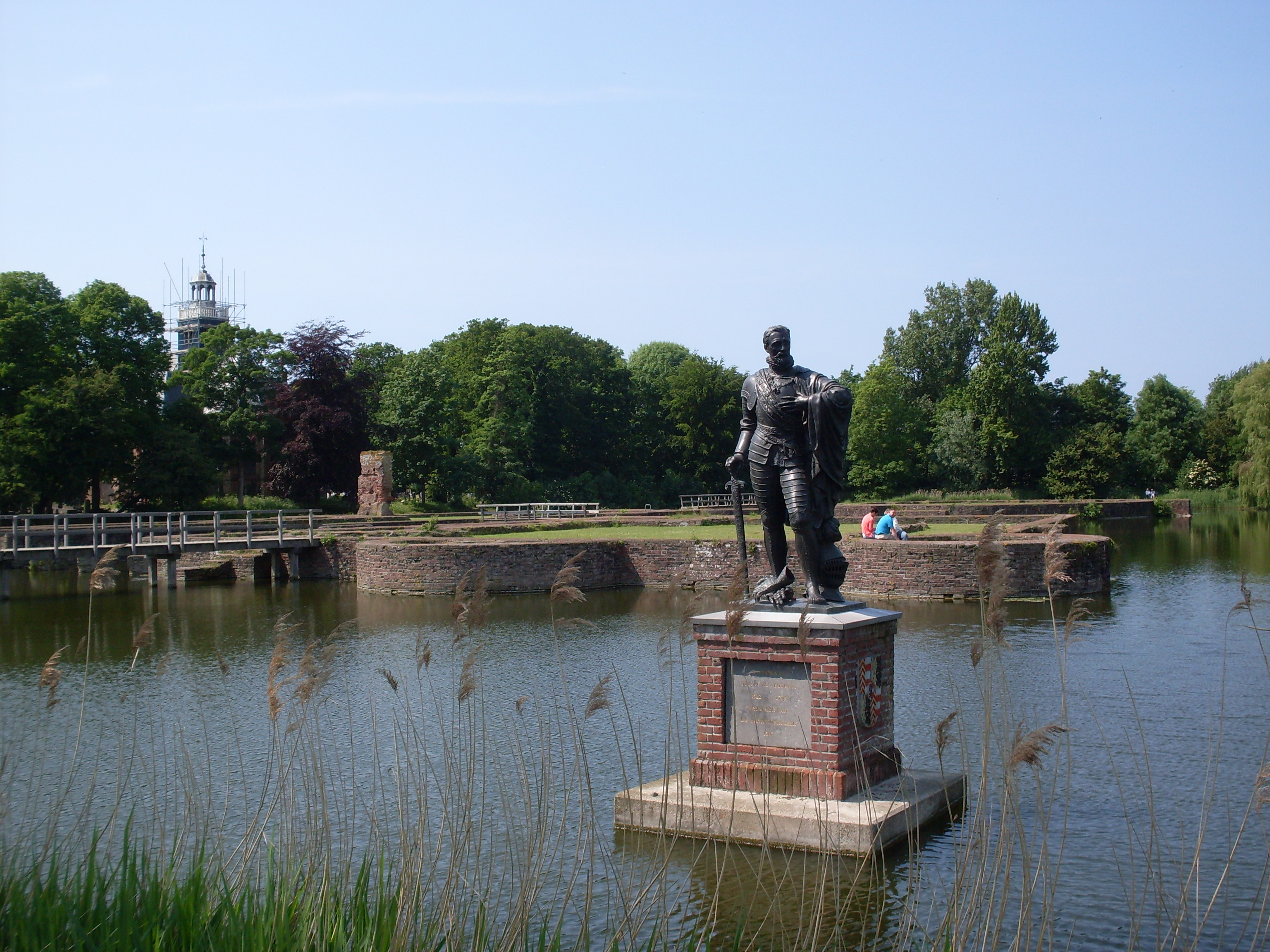
Ruinas del castillo de Egmond en Egmond aan den Hoef. En primer término la estatua del conde de Egmont
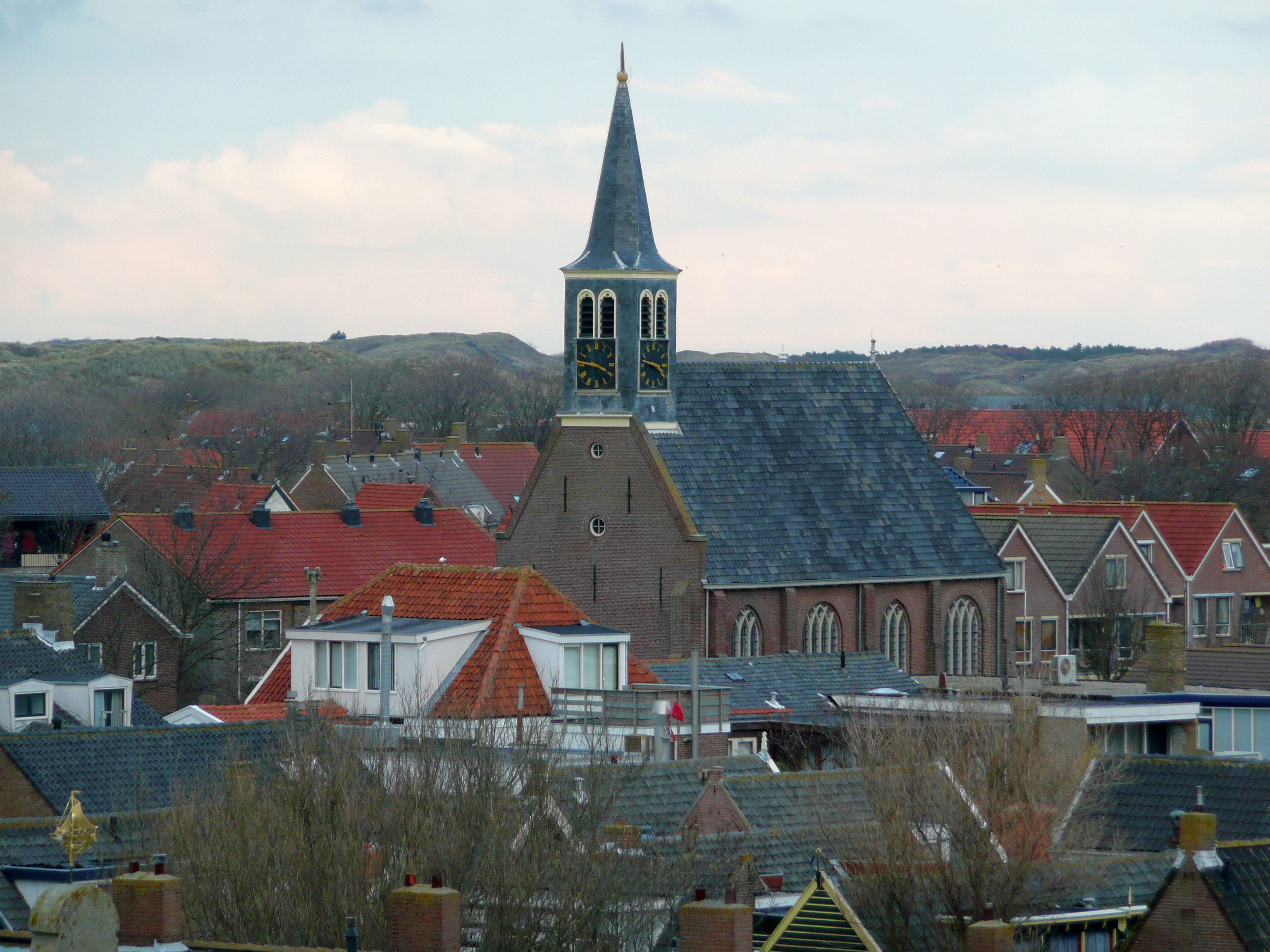
Egmond aan Zee